# Koptská katolická církev
Koptská katolická církev je církev sui iuris, která užívá koptský ritus a je v plném společenství s římským papežem a nikoli – jako Koptská pravoslavná církev – s alexandrijským (koptským) papežem. V Egyptě měla zhruba 165 tisíc členů (2007), celosvětově má asi 210 tisíc (podle statistiky Annuario pontificio na: www.cnewa.org). Počet věřících stoupá: roku 2010 měla 163 630 věřících, 2013 měla 165 920 a roku 2017 měla 187 320 věřících jen v Egyptě. V roce 2017 měla 7 biskupů (patriarcha je i biskupem patriarchální eparchie v Alexandrii), ve 169 farnostech působilo 218 diecézních a 69 řeholních kněží (287 celkem), 130 řeholníků, 452 řeholnic a 6 stálých jáhnů (3 v eparchii Ismailíja a 3 v eparchii Luxor a Théby-Thebbes). V seminářích studovalo 31 seminaristů.
Koptská katolická církev vznikla oddělením  od Koptské pravoslavné církve v roce 1741. Současnou hlavou církve je Ibrahim Isaac Sidrak, koptský katolický patriarcha alexandrijský. Církev má v Egyptě celkem 7 eparchií (diecézí), eparchie Gíza vznikla r. 2003 (jako zatím poslední). V současnosti tvoří křesťané asi 11 % populace Egypta (a Koptové z Koptské pravoslavné církve asi 95 % z nich). Katolíků je celkem asi 220–225 tisíc (vedle koptských též římskokatolíci, řeckokatolíci-melchité, maronité, syrští katolíci, arménští katolíci a chaldejští katolíci, tedy 7 církví).

## Historie
Její historie začíná v roce 1741, kdy koptský biskup v Jeruzalémě Amba Athanasius přestoupil ke katolictví. Papež Benedikt XIV. ho jmenoval apoštolským vikářem malého společenství (čítajícího asi 2 000 lidí), které konvertovalo s ním. Ačkoliv se Athanasius později vrátil do Koptské pravoslavné církve, linie katolických apoštolských vikářů, již započal, pokračovala nadále.
V roce 1824 zřídil Svatý stolec patriarchát pro koptské katolíky, ten ale existoval zprvu jen formálně. Osmanská správa povolila koptským katolíkům stavět si vlastní kostely v roce 1829.

## Správní členění koptské katolické církve
Církev sdružuje všechny katolické koptské křesťany na světě, je zahrnuta celá do Alexandrijského patriarchátu koptů, který má tyto sufragánní eparchie (diecéze):
- Alexandrie – vlastní eparchie patriarchy (zřízena 1895) [3]
- Asijút (zřízena 1947)
- Gíza (zřízena 2003)
- Ismá'ílíja (zřízena 1982)
- Luxor a Théby - Thebbes (zřízena 1895)
- Minjá (zřízena 1895)
- Suhag (zřízena 1981)